# Tiro nos Jogos Olímpicos de Verão de 2012 - Skeet masculino

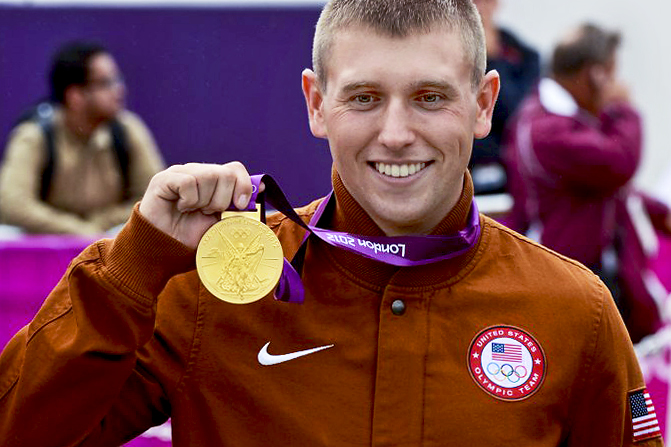
Vincent Hancock com a medalha de ouro conquistada em Londres.

A prova do skeet masculino do tiro nos Jogos Olímpicos de Verão de 2012 foi disputada entre os dias 30 e 31 de julho no Royal Artillery Barracks, em Londres.
36 atletas de 26 nações participaram do evento. A competição consistiu de duas rodadas (uma de qualificação e uma final). Na qualificação, cada atirador efetuou disparos em 5 séries de 25 alvos cada. Os 6 melhores atiradores desta fase avançaram à final. Nesta fase, os atiradores efetuaram disparos para mais 25 alvos. A pontuação total após todos os 150 alvos determinaram o vencedor.
O medalhista de ouro foi Vincent Hancock, dos Estados Unidos, a medalha de prata foi para o dinamarquês Anders Golding e o bronze para Nasser Al-Attiyah, do Qatar.

## Medalhistas
| Ouro   | USA Vincent Hancock   |
| Prata  | DEN Anders Golding    |
| Bronze | QAT Nasser Al-Attiyah |

## Resultados

### Qualificação
| Pos. | Atleta                       | 1  | 2  | 3  | 4  | 5  | Total | Notas |
| ---- | ---------------------------- | -- | -- | -- | -- | -- | ----- | ----- |
| 1    | USA Vincent Hancock          | 25 | 24 | 25 | 24 | 25 | 123   | Q,    |
| 2    | DEN Anders Golding           | 24 | 23 | 25 | 25 | 25 | 122   | Q     |
| 3    | RUS Valeriy Shomin           | 23 | 24 | 24 | 25 | 25 | 121   | Q     |
| 4    | QAT Nasser Al-Attiyah        | 25 | 23 | 24 | 24 | 25 | 121   | Q     |
| 5    | ITA Luigi Lodde              | 21 | 25 | 24 | 25 | 25 | 120   | Q     |
| 6    | CZE Jan Sychra               | 23 | 23 | 25 | 24 | 25 | 120   | Q     |
| 7    | SWE Marcus Svensson          | 22 | 24 | 24 | 24 | 25 | 119   |       |
| 8    | USA Frank Thompson           | 24 | 23 | 24 | 23 | 25 | 119   |       |
| 9    | GRE Nikolaos Mavrommatis     | 23 | 25 | 23 | 24 | 24 | 119   |       |
| 10   | GER Ralf Buchheim            | 23 | 21 | 24 | 25 | 25 | 118   |       |
| 11   | CYP Georgios Achilleos       | 23 | 22 | 24 | 24 | 25 | 118   |       |
| 12   | GBR Richard Brickell         | 24 | 22 | 23 | 25 | 24 | 118   |       |
| 13   | UAE Saeed Al-Maktoum         | 21 | 24 | 25 | 24 | 24 | 118   |       |
| 14   | ITA Ennio Falco              | 24 | 23 | 24 | 23 | 24 | 118   |       |
| 15   | SWE Stefan Nilsson           | 22 | 25 | 25 | 22 | 24 | 118   |       |
| 16   | GBR Rory Warlow              | 24 | 24 | 22 | 25 | 23 | 118   |       |
| 17   | FRA Anthony Terras           | 21 | 24 | 24 | 25 | 23 | 117   |       |
| 18   | EGY Mostafa Hamdy            | 23 | 25 | 22 | 24 | 23 | 117   |       |
| 19   | CZE Jakub Tomeček            | 24 | 23 | 23 | 25 | 22 | 117   |       |
| 20   | AUS Keith Ferguson           | 23 | 22 | 23 | 22 | 24 | 116   |       |
| 21   | KUW Abdullah Al-Rashidi      | 23 | 24 | 24 | 21 | 24 | 116   |       |
| 22   | CYP Antonakis Andreou        | 22 | 23 | 23 | 24 | 23 | 115   |       |
| 23   | ESP Juan José Aramburu       | 23 | 22 | 24 | 24 | 22 | 115   |       |
| 24   | MEX Javier Rodríguez         | 23 | 22 | 23 | 22 | 24 | 114   |       |
| 25   | GRE Efthimios Mitas          | 22 | 24 | 23 | 22 | 23 | 114   |       |
| 26   | DEN Jesper Hansen            | 22 | 22 | 24 | 24 | 21 | 113   |       |
| 27   | NOR Tore Brovold             | 22 | 25 | 22 | 24 | 20 | 113   |       |
| 28   | PAK Khurram Inam             | 21 | 23 | 23 | 20 | 25 | 112   |       |
| 29   | KSA Majed Al-Tamimi          | 23 | 18 | 20 | 25 | 21 | 111   |       |
| 30   | CUB Guillermo Alfredo Torres | 20 | 21 | 25 | 22 | 22 | 110   |       |
| 31   | PHI Paul Brian Rosario       | 22 | 19 | 25 | 22 | 24 | 109   |       |
| 32   | PER Nicolás Pacheco Espinosa | 21 | 21 | 21 | 22 | 24 | 109   |       |
| 33   | AUS Clive Barton             | 20 | 22 | 25 | 21 | 21 | 109   |       |
| 34   | SUI Fabio Ramella            | 21 | 23 | 22 | 23 | 20 | 109   |       |
| 35   | KOR Cho Yong-Seong           | 24 | 21 | 23 | 22 | 19 | 109   |       |
| 36   | EGY Azmy Mehelba             | 21 | 19 | 24 | 24 | 20 | 108   |       |

### Final
| Pos.              | Atleta                | Qual. | Final | Total | Notas            |
| ----------------- | --------------------- | ----- | ----- | ----- | ---------------- |
| Medalha de ouro   | USA Vincent Hancock   | 123   | 25    | 148   | Recorde olímpico |
| Medalha de prata  | DEN Anders Golding    | 122   | 24    | 146   |                  |
| Medalha de bronze | QAT Nasser Al-Attiyah | 121   | 23    | 144   | S-off: 6         |
| 4                 | RUS Valeriy Shomin    | 121   | 23    | 144   | S-off: 5         |
| 5                 | ITA Luigi Lodde       | 120   | 23    | 143   |                  |
| 6                 | CZE Jan Sychra        | 120   | 23    | 143   |                  |

Legenda
| Recorde mundial      | Recorde mundial (World record)               |                       | Recorde africano                      | Recorde africano (African) |                                           | Q | Classificado por posição (Qualified) |
| Recorde olímpico     | Recorde olímpico (Olympic record)            | Recorde da América    | Recorde da América (Americas)         | q                          | Classificado por melhor tempo (Qualified) |   |                                      |
| Melhor marca do ano  | Melhor marca do ano (World leading)          | Recorde asiático      | Recorde asiático (Asian)              | DNS                        | Não largou (Did not start)                |   |                                      |
| Recorde nacional     | Recorde nacional (National record)           | Recorde europeu       | Recorde europeu (European)            | DNF                        | Não terminou (Did not finish)             |   |                                      |
| Recorde pessoal      | Recorde pessoal do atleta (Personal best)    | Recorde da Oceania    | Recorde da Oceania (Oceania)          | DSQ / DQ                   | Desclassificado (Disqualified)            |   |                                      |
| Recorde da temporada | Recorde da temporada do atleta (Season best) | Recorde sul-americano | Recorde sul-americano (South America) | NM                         | Sem marca (No mark)                       |   |                                      |